# Дейвид Гибинс
Дейвид Гибинс (на английски: David Gibbins) е англо-канадски подводен археолог и писател, автор на произведения в жанровете исторически трилър и исторически роман.

## Биография и творчество
Дейвид Гибинс е роден през 1962 г. в Саскатун, Саскачеван, Канада, в семейство на британски академични учени. Пътува по света с родителите си, включително четири години живее в Нова Зеландия, преди да се върне в Англия и Канада. Още 15-годишен се запалва по водолазния спорт и се научава в изследвания на пещери и корабокрушения. Завършва Университета в Бристол, където получава с отличие бакалавърска степен по древни средиземноморски изследвания. След това учи в Корпус Кристи на Кеймбриджкия университет, където през 1990 г. получава докторска степен по археология.
След дипломирането си през по-голямата част от 90-те години преподава археология в Училището по археология, класика и ориенталистика в Университета на Ливърпул и в чужбина. После води многобройни експедиции за проучване на подводни обекти в Средиземно море и подводна археология по целия свят. Разкрива древноримски корабоокрушения край Сицилия и проучва потъналото пристанище на древния Картаген. През 1999 – 2000 г. е част от международен екип, който изследва корабокрушение от 5 век пр.н.е. край Турция. Прави проучвания в Северния ледовит океан, в Месоамерика, в Големите езера в Канада и във водите на Югозападна Англия. Негови статии за древни места за корабокрушения са публикувани в научни списания, книги и популярни списания. Смятан е за световен авторитет на древните корабни останки и потънали градове. Член е на Кралското географско дружество и на Кралското общество на изкуствата.
Първият му роман „Мисия „Атлантида“ от поредицата „Джак Хауърд“ е издаден през 2005 г. Главен герой е морският археолог Джак Хауърд, който изследва потънали кораби от древността и разкрива загадки рискувайки живота си. Написан с професионална достоверност, трилърът става международен бестселър.
Дейвид Гибинс живее със семейството си в Англия и Канада.

## Произведения

### Серия „Джак Хауърд“ (Jack Howard)
1. Atlantis (2005)
Мисия „Атлантида“, изд.: ИК „Бард“, София (2007), прев. Иван Златарски
2. Crusader Gold (2006)
3. The Last Gospel (2008) – издаден и като „The Lost Tomb“
4. The Tiger Warrior (2009)
Тигърът воин, изд.: ИК „Бард“, София (2019)
5. The Mask of Troy (2010)
6. The Gods of Atlantis (2011) – издаден и като „Atlantis God“
7. Pharaoh (2013)
8. Pyramid (2012)
9. Testament (2016)
10. Inquisition (2017)

### Серия „Тотална война в Рим“ (Total War Rome)
1. Destroy Carthage (2013)
2. The Sword of Attila (2015)